# Kozubová
Kozubová (polsky Kozubowa) (982 m n. m.) je hora situována v nejvýchodnější části Moravskoslezských Beskyd a náleží do povodí Olše. Nachází se 7 km západně od středu Jablunkova. Ve vrcholové části se nachází zděná turistická chata z roku 1989. Původní chata z roku 1929 v roce 1973 shořela.  Dále ve vrcholové části stojí kaple svaté Anny z let  1936 až 1937. Jedná se o moderní kamennou stavbu s apsidou, předsíní a 18 metrů vysokou štíhlou věží, upravenou na rozhlednu. Z vyhlídkového ochozu přehlédneme téměř celé česko-polsko-slovenské pomezí na severní a východní straně. 
Celý kopec je zalesněn především smrkovým porostem, částečně ale i bukem nebo javorem.

## Název
Co se týče původu názvu hory, existuje více domněnek. Jedna z nich vychází z příjmení vlastníka salaše, jež je v memoriálu pobeskydských vesnic ze dne 19. 6. 1687 označena jako „salaš Kozubuw“ (Irena Cichá: Dohady o původu názvu Kozubové. Týdeník „Třinecký hutník“, číslo 36/2013, str. 9). Jiné teorie vycházejí z významu slova „kozub“. Ve slovenštině toto slovo značí „ohniště, krb“, což by mohlo poukazovat na to, že na úbočích hory byly zakládány ohně majitelů stád, kteří tudy v minulosti často převáděli ovce do míst, kde je mohli výhodně prodat. Ve staropolském nářečí pak slovo „kozub“ značí též „ptačí hnízdo“ či „košík“, což by mohlo poukazovalo na rozložitost této hory.

## Přístup
Od západu vedou na Kozubovou dvě turistická stezky. Žlutá vede na Kozubovou z Jablunkova a dále pokračuje na Kamenitý. Z Bocanovic vede přes Malou Kyčeru a Malou Kykulu druhá stezka značená zeleně. Z východu vede modře značená turistická stezka z obce Milíkov nebo z obce Košařiska.

## Galerie

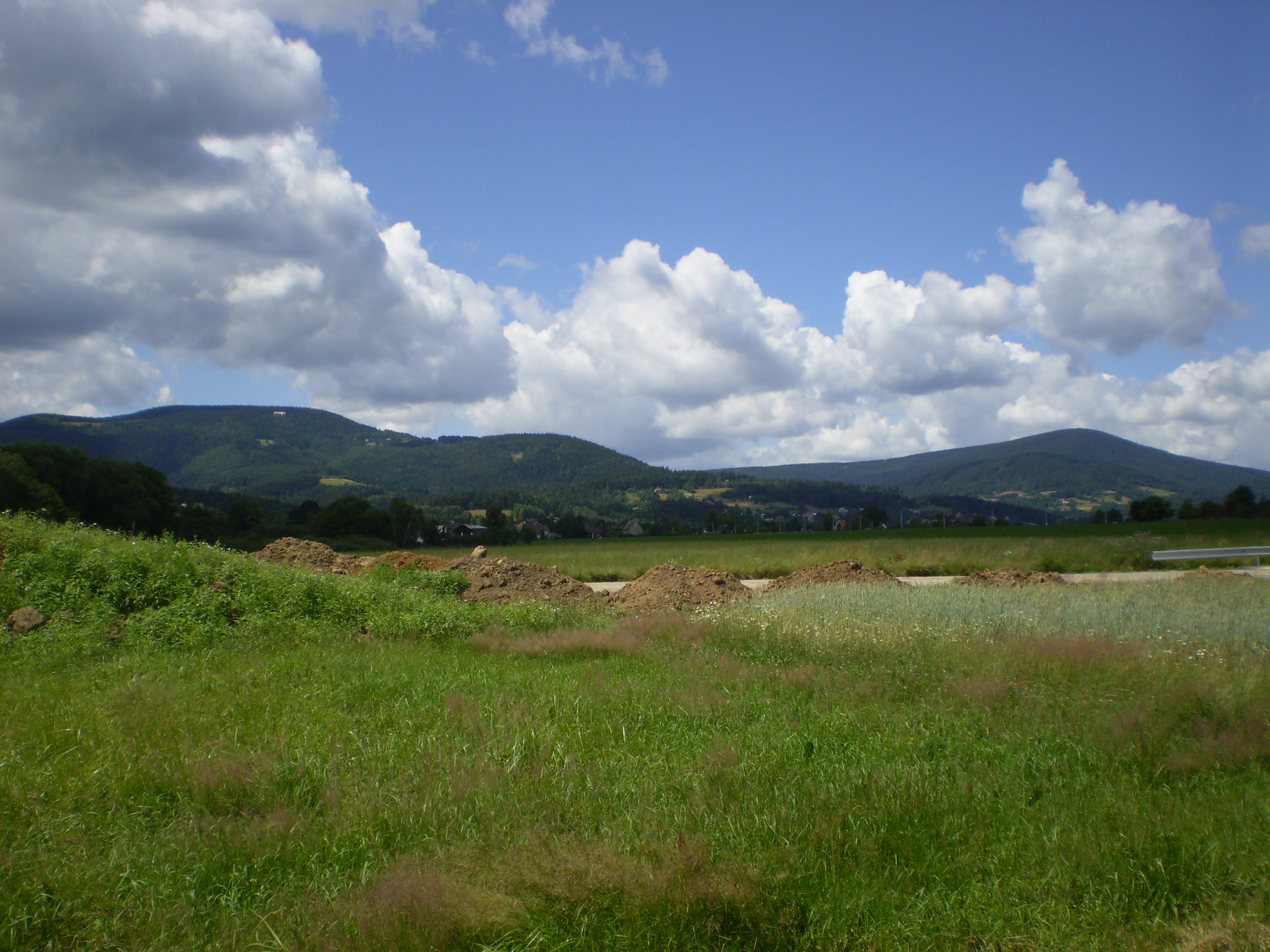
Vlevo Kozubová, vpravo Ostrý
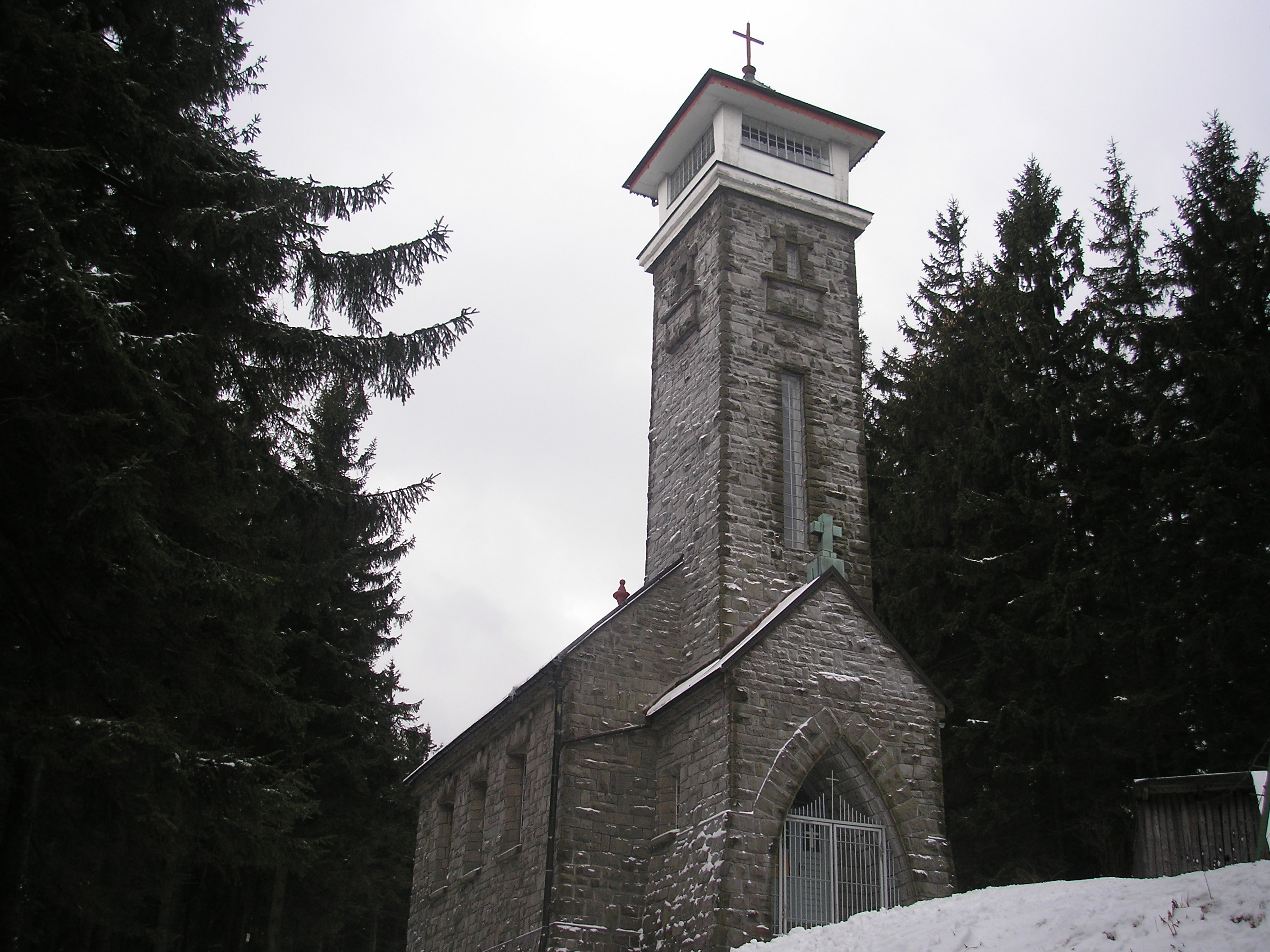
Kaple s rozhlednou na Kozubové
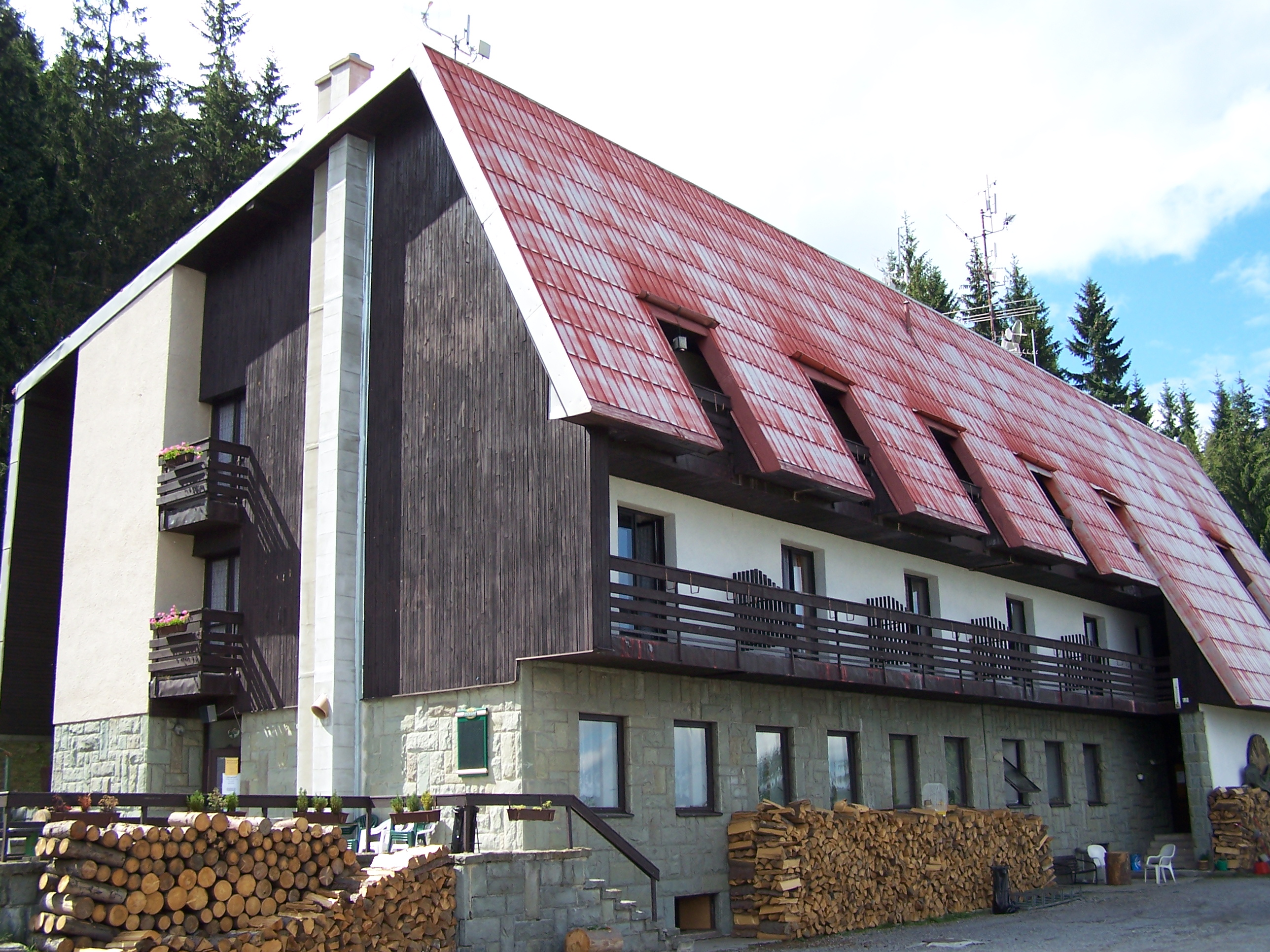
Turistická chata
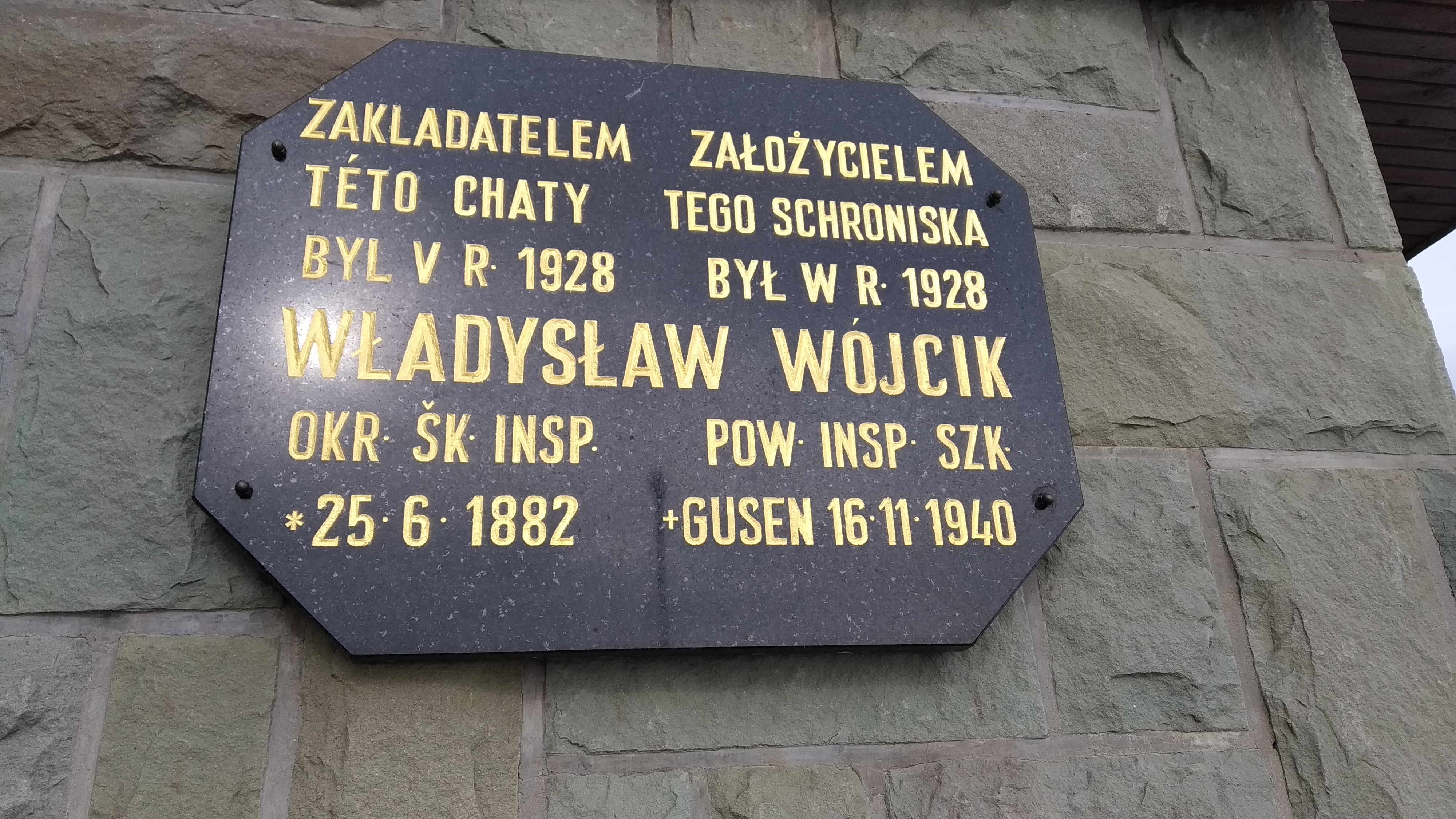
Památník při chatě Kozubová